# Peter Spears
Peter Spears (Kansas City, 29 novembre 1965) è un attore e produttore cinematografico statunitense.

## Biografia
È nato a Kansas City, nel Missouri, e cresciuto a Overland Park, nel Kansas. Spears è meglio conosciuto per essere il produttore e l'attore di Chiamami col tuo nome, film del 2017 candidato all'Oscar per il miglior film. Spears ha anche diretto il cortometraggio parodistico Ernest e Bertram, che ritraeva i personaggi di Sesamo apriti, Bern ed Ernie come amanti gay; di conseguenza, ha ricevuto un ordine di cessazione dal Sesame Workshop per le violazioni del copyright. 
Spears ha anche contribuito allo sviluppo della serie televisiva Nightmare Cafe e John from Cincinnati. Prima di diventare regista e produttore, Spears era attore, apparso in film, come Il padre della sposa 2, The Opposite of Sex - L'esatto contrario del sesso e Tutto può succedere - Something's Gotta Give, e in diverse serie televisive come Friends.
È apertamente omosessuale ed è sposato con il produttore Brian Swardstrom.

## Filmografia

### Attore

#### Cinema
- Il padre della sposa 2 (Father of the Bride II), regia di Charles Shyer (1995)
- The Opposite of Sex - L'esatto contrario del sesso (The Opposite of Sex), regia di Don Roos (1998)
- Tutto può succedere - Something's Gotta Give (Something's Gotta Give), regia di Nancy Meyers (2003)
- Chiamami col tuo nome (Call Me by Your Name), regia di Luca Guadagnino (2017)
- Nomadland, regia di Chloé Zhao (2020)

#### Televisione
- In viaggio nel tempo (Quantum Leap) – serie TV, 1 episodio (1993)
- Le avventure del giovane Indiana Jones (The Young Indiana Jones Chronicles) – serie TV, 1 episodio (1993)
- Matlock – serie TV, 2 episodi (1994)
- E.R. - Medici in prima linea (ER) – serie TV, 1 episodio (1996)
- Friends – serie TV, 1 episodio (1996)
- Il ritorno del maggiolino tutto matto (The Love Bug) – film TV, regia di Peyton Reed (1997)
- Love Boat - The Next Wave (The Love Boat: The Next Wave) – serie TV, 1 episodio (1999)
- CSI: Miami – serie TV, 1 episodio (2004)

### Produttore
- Chiamami col tuo nome (Call Me by Your Name), regia di Luca Guadagnino (2017)
- Nomadland, regia di Chloé Zhao (2020)
- Bones and All, regia di Luca Guadagnino (2022)
- Drift, regia di Anthony Chen (2023)
- Queer, regia di Luca Guadagnino (2024)

### Regista
- Ernest and Bertram – cortometraggio (2002)
- Careless (2007)

### Sceneggiatore
- Ernest and Bertram – cortometraggio (2002)

## Doppiatori italiani
Nelle versioni in italiano delle opere in cui ha recitato, Peter Spears è stato doppiato da:
- Nanni Baldini in CSI: Miami
- Gerolamo Alchieri in Chiamami col tuo nome